# 高雄捷運紫線
高雄捷運紫線（高鐵右昌學園線）是高雄捷運規劃中路線之一，設置29座車站，全線皆位於高雄市，採用中運量系統。

## 歷史

### 規劃歷程

#### 燕巢線
高雄市政府捷運局於1998年12月委託顧問公司進行《高雄都會區大眾捷運系統長期路網運輸規劃》專案，並在2001年4月完成路網建議報告報行交通部，2002年8月核轉行政院。同年10月，高雄縣政府以該專案為藍圖，開始計劃燕巢線。2003年10月舉辦「大高雄都會區輕軌環線國際論壇」，該研討會中高苑技術學院軌道科技中心提出了「燕巢科技走廊線」，東起大樹鄉嶺口，沿著台22線鋪設，轉乘紅線橋頭糖廠站後，往西至高雄大學，預估長15公里，設9到11站。而後縣政府提出的版本東起佛光山，西至橋頭糖廠站，並認為台22線狹窄，不宜占用路幅鋪設輕軌，並使用了部分原糖鐵路廊。

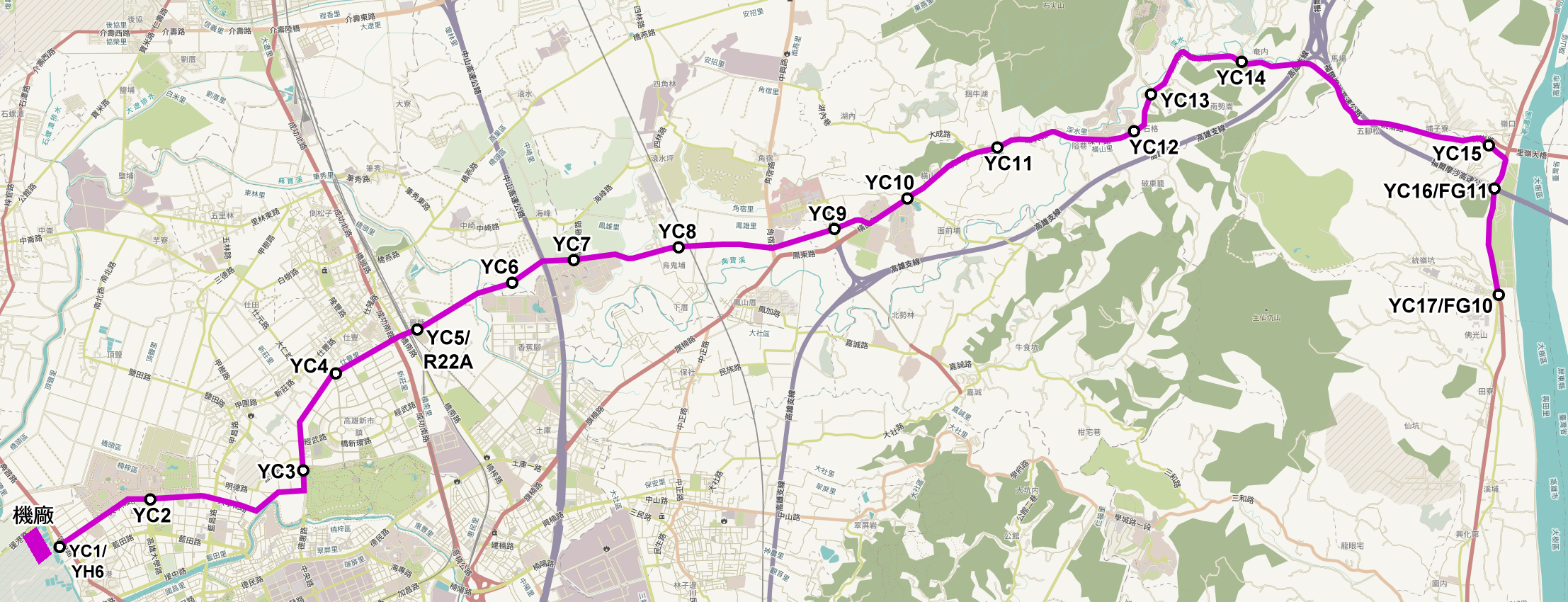
2005年版本的燕巢線

2003年4月，交通部函請高雄市府通盤檢討大高雄地區軌道運輸需求，以提出可行路線、興建時程和執行方式。該年12月捷運局再委託顧問公司辦理後續細節設計的《高雄都會區大眾運輸系統工程計畫長期路網規劃作業》專案，並於2005年2月交通部審定，該專案包含了子專案《燕巢暨佛光山輕軌系統民間參與之可行性評估》，評估高雄縣政府提出的燕巢線路線，以YC做編號。該專案認為，樹德科大以東地質、泥火山等問題，雖有沿著台22線南側高壓電線路廊做替選，但要評估地質、興建橋梁，成本不符；因此該路段仍建議興建於狹窄的台22線上。而樹德科大西側路段，行經燕巢大學城1-12號道路，以及1-4號道路並接上高33線鄉道。第一科大北側縣府版本行駛原糖鐵路線，但專案內評估過於彎繞曲折且遠離校區，因此建議改行駛高雄新市鎮1-1號道路，並穿過現行的中山高速公路涵洞，這樣可以不用架橋；而雖高雄新市鎮二期還未重劃，亦可先行徵收。燕巢線的橋頭糖廠站位於興糖國小前，需徒步300公尺轉乘紅線。專案建議橋頭糖廠站後，地下化穿越台鐵，往西出土後延伸經高雄新市鎮一期北緣的橋新六路、橋都路，並沿著後勁溪北岸一小段接上大學南路，經高雄大學，止於台17線西側，轉乘計劃中的右昌延伸線。並於該處設置與右昌、佛光山線共用的右昌機廠，另與佛光山線共用溪寮維修機廠，全線採平面輕軌運輸系統，長23.17公里，設17站。
除了此建議路線外，專案中還另有替選方案，稱做「省道線」，而前述路線稱做「新市鎮線」。省道線於樹德科大以西，不經燕巢大學城1-12號道路，而是續行台22線經過大學城南緣，並於土庫一路轉西，沿著德民路於藍昌路轉北接回大學南路，與紅線轉乘站改為都會公園站，但需徒步轉乘400公尺。省道線方案全線長24.34公里，設22站。最初評估以省道線較佳，但縣府觀光交通局審查時認為該方案轉乘紅線動線較差，且未能服務第一科大、大學城為由，要求重新評估；重新評估後，改由新市鎮線勝出。而原東端終點設於斜張橋，亦多延伸一站至佛陀紀念館。而全線評估自償率為8.07%，若將右昌機廠聯開商場，橋頭糖廠、燕巢大學城土地開發算入，自償率為30.01%，但內部報酬率為負，無法回收成本。考量到樹德科大以西12.78公里預估運量占七成，僅將此段評估，含土地開發自償率達54.03%，雖其他評估仍不理想，但已符合《促參法》要求。該專案建議以「車路分離BOT模式」方式進行，民間僅負擔電車購置及土地開發成本；此外，燕巢線在該專案中，被列為延伸線而非市區路網，而在各延伸線中，為最優先的路線。
2005年8月，交通部回函表示燕巢線自償率過低，請縣府謹慎評估再進行後續計畫。隔年3月，縣府提報《民間參與建設燕巢線輕軌先期計畫書》，獲核定。2007年2月，縣府委託顧問公司進行《高雄都會區燕巢線輕軌運輸系統第一階段綜合規劃》專案，是高雄捷運遠期路網中，繼臨港輕軌之後進入綜規的路線。該專案中，將第一階段路線範圍往東增加了兩站，至高應大燕巢校區。而路線稍有不同；原經高雄新市鎮一期北側橋新六路至橋頭糖廠站，改為從新市鎮一期中間的經武路橫貫而過，並改與紅線青埔站轉乘，其後經武路往東接上新市鎮3-4號道路，並於3-2號道路往北，再接回1-1號道路。而燕巢大學城內，則改於義大醫院前的計畫道路往北，於義大路往東接大學城1-3號道路，於樹德科大第二校區北緣、東緣預定道路，接回台22線。此外大學南路增設兩個新的站點，與右昌線轉乘的站點從台17線西側改為東側。全線長約24公里，設20站。
該綜合規劃案於2008年8月至交通部報告，報告中表示近期以增開沿線公車，中期升格公車捷運系統，遠期再興建輕軌方式；交通部長毛治國表示這項計畫相當有意義，交通部支持，但要考量營運財務規劃。隔月，燕巢線先導公車「高雄學園快捷公車」上路。2008年10月，高雄縣府配合「高雄學園先進智慧型產業園區計畫」將燕巢線改名「高雄學園輕軌」，送審中央。2010年初，高雄學園輕軌遭交通部退回。

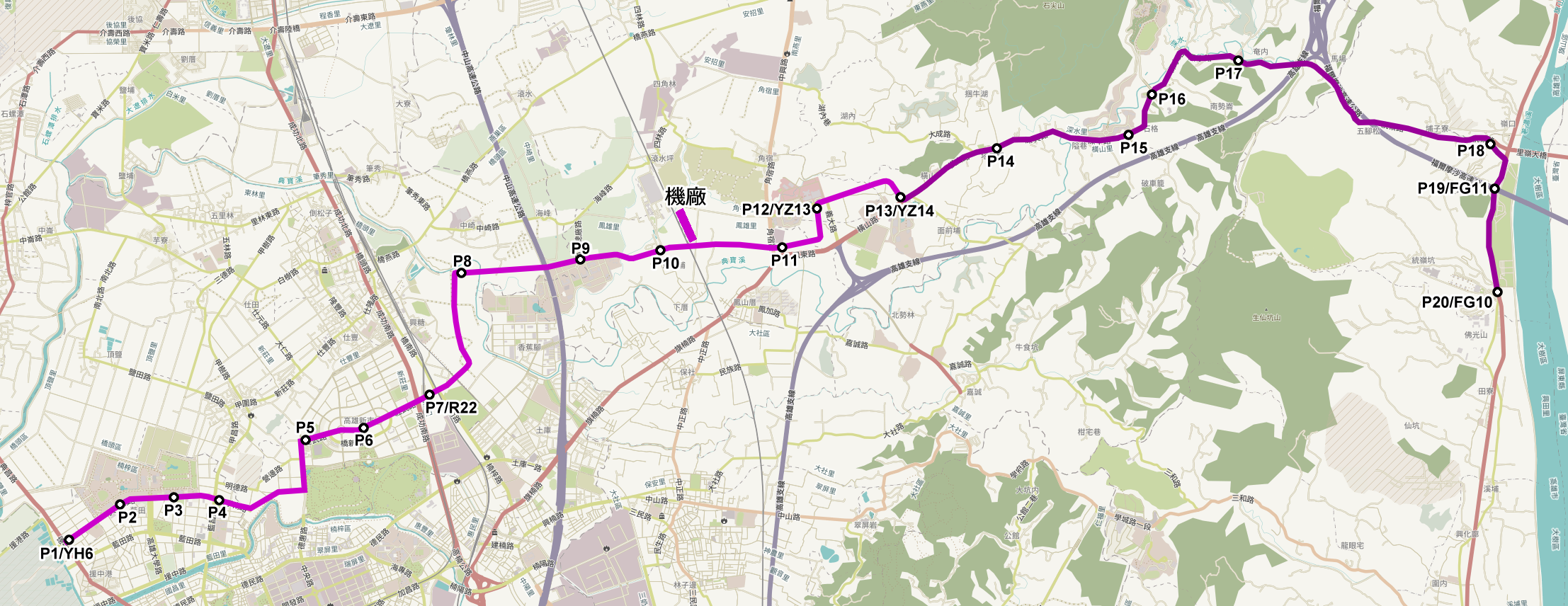
2014年時的規劃版本。亮色為第一階段，暗色第二階段

2010年高雄縣市合併，高雄市捷運局納入舊縣區而重新規劃捷運路線，於2011年12月委託顧問公司進行《高雄都會區大眾捷運系統整體路網規劃作業》專案。該專案中燕巢線編號改為P，被稱為「紫線」，路線、站點並無更改，並將機廠改至高鐵總機廠東側的土地，而第一階段路線又縮短回樹德科大。該專案將燕巢線第一階段與右昌高鐵線、燕巢高鐵線合稱「北環圈」；第二階段與佛光山線、大寮屏東線、楠梓五甲線、燕巢高鐵線合稱「東環圈」。

#### 右昌高鐵線
右昌高鐵線又稱右昌延伸線，是高雄捷運計劃中的長期路網的一條路線，與燕巢線第一階段、燕巢高鐵線合稱「北環圈」，路線長度6.40公里，規劃設置6座車站，預計採用平面輕軌運輸系統。路線起於左營轉運站（尚未興建，位於台鐵新左營站前），行經翠華路、海功東路、軍校路、右昌街、德中路，止於大學南路和德中路口，與規劃中的燕巢線交會轉乘。
1969年楠梓加工出口區設立後，1980年代加工出口區西側的右昌開始人口大量增長。1984年，由高雄市政府工務局都市計畫科（今高雄市政府都市發展局）委託交通部運輸計畫委員會研擬的《高雄都會區大眾捷運系統長期發展建議路網》專案，其中中運量紅線北側行駛加工區西緣，止於後勁溪北岸，除了服務加工區外，也兼服務西側的右昌聚落。1988年8月，高雄市政府委託美國路易士伯格國際工程顧問公司進行路網規劃；隔年11月，該公司提出高雄捷運路網紅橘藍棕線四線。藍線北端止於半屏山站，但有預留往西北延伸右昌、高雄縣梓官鄉的計劃。然而1991年1月行政院僅核定了紅橘線，藍線並未核定。

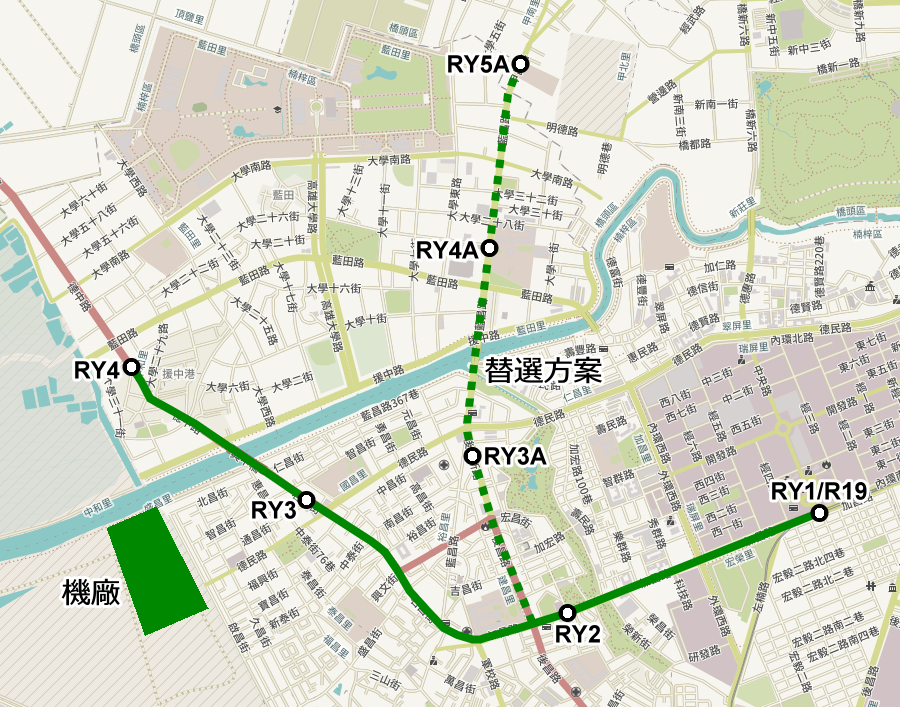
2000年左右的右昌延伸線

高雄市政府捷運局於1998年12月委託顧問公司進行《高雄都會區大眾捷運系統長期路網運輸規劃》專案，並在2001年4月完成路網建議報告報行交通部，隔年8月核轉行政院。該專案中提出了「右昌延伸線」，編號RY，共有兩方案，皆起於紅線楠梓加工區站（現楠梓科技園區站）。方案一沿著加昌路往西接上右昌街，往北沿著台17線，止於德正路（今大學二十六街），以服務現有的右昌、援中港聚落為主，全線長3.845公里，設4站。方案二於後昌路即轉北，經後昌新路、藍昌路、甲昌路，止於高雄縣橋頭鄉甲樹路，以服務加昌、藍田一帶的新重劃區為主，全線長4.335公里，設5站。評估以方案一略優於方案二。全線採平面輕軌運輸系統，於設有中央分隔島路段設於路中央，於設有快慢車道分隔島路段設於快慢車道間，機廠設於啟昌街西側後勁溪應昌支流對面。專案評估路現具經濟效益，然自償率不考慮土地開發則為負，因此建議待高雄大學特定區、高雄新市鎮（橋頭）兩區各26萬人口的目標年2017年，於前兩年再開始設計、興建。
右昌延伸線提出後，同專案另有於橘線大東站以南沿縣道183號規劃的五甲延伸線，後考量右昌延伸線往東延伸即可接上縣道183號，進而與五甲延伸線形成高雄都會區東外環線；因此專案後來將兩線連結、合併成綠線，該線亦規劃使用右昌機廠。然而綠線評估不具經濟效益，專案仍建議先個別興建五甲、右昌延伸線為第一階段，再於第二階段將兩者相連。

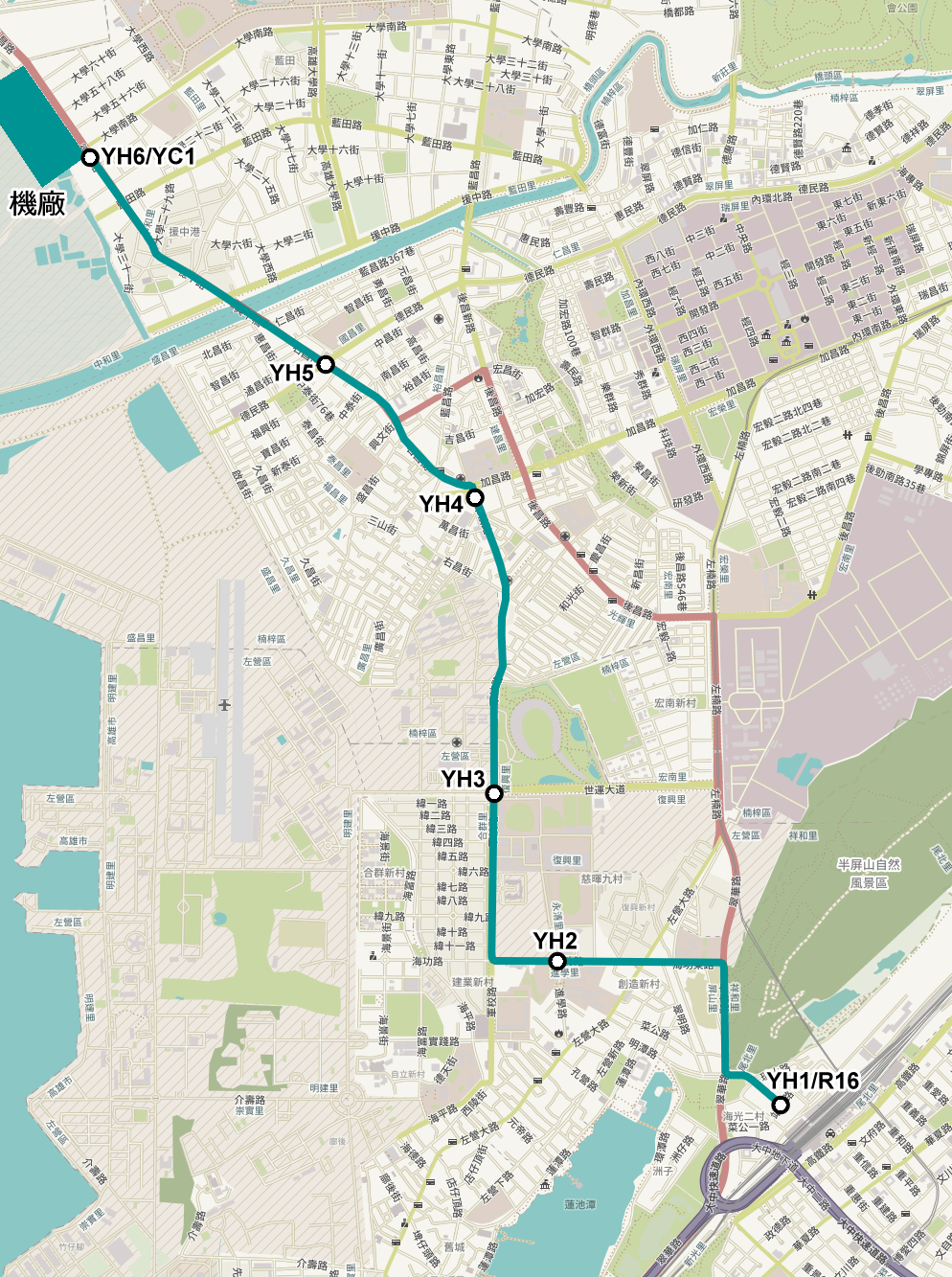
2005年左右的右昌延伸線

2003年12月捷運局再委託顧問公司辦理後續細節設計的《高雄都會區大眾運輸系統工程計畫長期路網規劃作業》專案，並於2005年2月交通部審定。該專案中，評估右昌居民向南去左營市區較符合居民習慣，且可連結正在興建的高鐵左營站，東西向服務也有新規劃的燕巢線分擔。因此該專案中，右昌延伸線又自綠線獨立出來，編號YH，並改為右昌街往南接上軍校路，並於海功路往東、翠華路往南，轉東入明潭路，止於台鐵新左營站前的左營轉運站（尚未興建）；而北段則沿著台17線續往北至大學南路，並可於該路口轉乘新規劃的燕巢線，而左營轉運站處也可轉乘紅線左營站。全線採平面輕軌運輸系統，長6.4公里，設6站，機廠改到約北至橋頭第一大排水、南至大學南路的台17線西側魚塭地，並與燕巢線、佛光山線共用。然而該線雖仍評估具經濟效益，但自償率仍為負，因此仍建議先加開公車班次培養運量，再升級為公車捷運或輕軌系統。
2010年高雄縣市合併，高雄市捷運局納入舊縣區而重新規劃捷運路線，於2011年12月委託顧問公司進行《高雄都會區大眾捷運系統整體路網規劃作業》專案。該專案中右昌延伸線改稱為「右昌高鐵線」，路線、站點完全相同，並在翠華路以東到左營轉運站路段與新規劃的中華雙鐵線共線共站，以及可與鐵軌另一側新規劃的燕巢高鐵線、青線徒步轉乘。此外，該專案中燕巢線改獨立使用燕巢機廠，不再與右昌線共用機廠。專案中將右昌高鐵線與燕巢線第一階段、燕巢高鐵線合稱「北環圈」。

#### 民族高鐵線
民族高鐵線又稱青線，為2011年12月《高雄都會區大眾捷運系統整體路網規劃作業》專案中新出現的路線。路線南起民族一路、十全一路口，終於高鐵路、重和路口，路線沿民族一路、重愛路及高鐵路行駛，全長約5.73公里，預計設置CY01至CY10共10個車站，可與黃線及紅線轉乘。

#### 三線合併

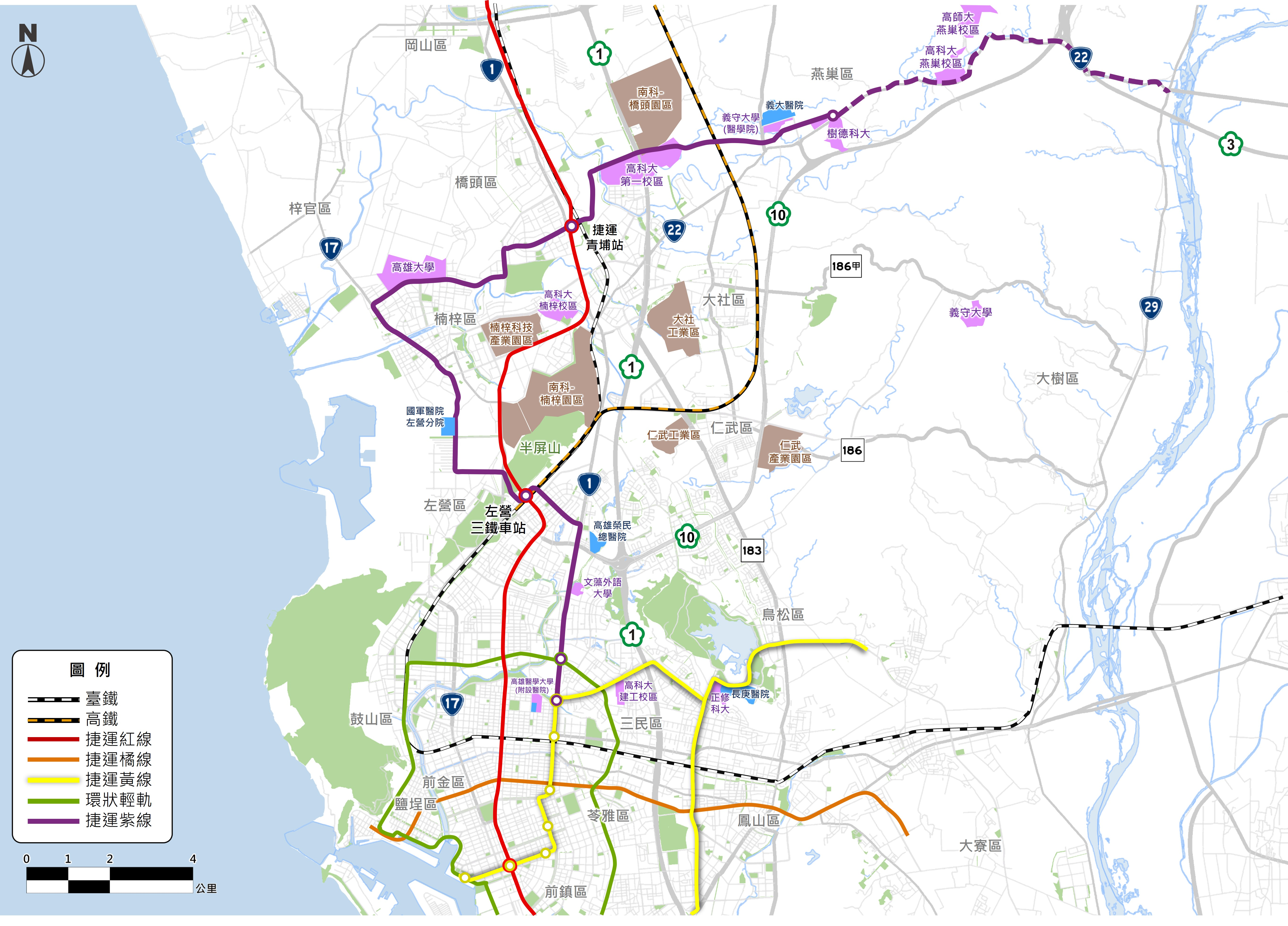
三線合併高雄捷運紫線

自高雄縣市合併以來，高雄市議會就有多位議員多次關心質詢高雄學園線的規劃進度，於2022年捷運局長吳義隆表示，捷運局下一條推動的路線將為紫線，且預計採高架中運量系統，造價約130億，因應北高雄產業發展多，「高雄學園線」路網推動排序往前移動，有望串聯高雄大學、高雄科大（海科大、第一科大、高應大三校合併）、高師大、樹德科大及義守大學醫學院及橋頭科學園區的通勤人潮，在2021年底向交通部爭取可行性研究補助，但被要求先做整體路網排序才能要求經費補助，將於2023年提出可行性評估。
2022年5月2日，有市議員關心高雄學園線的進度，捷運局長表示高雄學園線將與規劃中的右昌高鐵線兩線合併，合併後路線總長約19.96公里，服務範圍除了北高雄各大學及義大醫院外，再新增楠梓右昌地區及左營地區(世運主場館周邊及左營國軍醫院)。
2022年9月9日，捷運局表示將整合右昌高鐵線、燕巢線及燕巢線二階，並預計於2023年底前完成可行性研究，全線總長30.3公里，並設置25座車站及一處機廠。
2022年9月14日，捷運局表示青線將列入紫線可行性研究中。
2024年6月24日，原定月底公布之紫線可行性研究計畫內容，由市議員先行公布一部。全線預計共29站，但考量財務可行及人流量優先推動黃線Y9站至樹德科大段，計24站（含地下7座及高架17座）。其中5站分別與黃線（P01）、環狀輕軌（P02）、藍線（P04）、台鐵/高鐵（P07）、紅線（P07、P18）共構，全線預計與黃線共用機廠，並另行興建燕巢駐車廠。

## 車站
| 路線       | 路線 | 編號 | 名稱     | 名稱         | 站體型式 | 所在地 | 所在地 | 交會路線                                               |
| 路線       | 路線 | 編號 | 中文     | 英文         | 站體型式 | 所在地 | 所在地 | 交會路線                                               |
| ---------- | ---- | ---- | -------- | ------------ | -------- | ------ | ------ | ------------------------------------------------------ |
| P 紫線     |      |      |          |              |          |        |        |                                                        |
| 民族高鐵線 |      | P1   | 未       | 未           | 地下     | 高雄市 | 三民區 | 黃線                                                   |
| 民族高鐵線 |      | P2   | 大順民族 | Dashun Minzu | 地下     | 高雄市 | 三民區 | 環狀輕軌                                               |
| 民族高鐵線 |      | P3   | 未       | 未           | 地下     | 高雄市 | 三民區 | 不適用                                                 |
| 民族高鐵線 | P4   |      | 未       | 未           | 地下     | 高雄市 | 三民區 | 不適用                                                 |
| 民族高鐵線 |      | P5   | 未       | 未           | 地下     | 高雄市 | 左營區 | 不適用                                                 |
| 民族高鐵線 |      | P6   | 左營     |              | 地下     | 高雄市 | 左營區 | 臺灣高速鐵路：左營 · 臺灣鐵路縱貫線南段：新左營 · 紅線 |
| 右昌高鐵線 |      | P6   | 左營     |              | 地下     | 高雄市 | 左營區 | 臺灣高速鐵路：左營 · 臺灣鐵路縱貫線南段：新左營 · 紅線 |
|            | P7   | 未   | 未       | 不適用       | 地下     | 高雄市 | 左營區 |                                                        |
|            | P8   | 未   | 未       | 不適用       | 高架     | 高雄市 | 左營區 |                                                        |
|            | P9   | 未   | 未       | 不適用       | 高架     | 高雄市 | 左營區 |                                                        |
|            | P10  | 未   | 未       | 不適用       | 高架     | 高雄市 | 楠梓區 |                                                        |
|            | P11  | 未   | 未       | 不適用       | 高架     | 高雄市 | 楠梓區 |                                                        |
|            | P12  | 未   | 未       | 不適用       | 高架     | 高雄市 | 楠梓區 |                                                        |
| 燕巢線     |      | 未   | 未       | 不適用       | 高架     | 高雄市 | 楠梓區 |                                                        |
|            | P13  | 未   | 未       | 不適用       | 高架     | 高雄市 | 楠梓區 |                                                        |
|            | P14  | 未   | 未       | 不適用       | 高架     | 高雄市 | 楠梓區 |                                                        |
|            | P15  | 未   | 未       | 不適用       | 高架     | 高雄市 | 橋頭區 |                                                        |
|            | P16  | 未   | 未       | 不適用       | 高架     | 高雄市 | 橋頭區 |                                                        |
|            | P17  | 青埔 | Cingpu   | 紅線         | 高架     | 高雄市 | 橋頭區 |                                                        |
|            | P18  | 未   | 未       | 不適用       | 高架     | 高雄市 | 橋頭區 |                                                        |
|            | P19  | 未   | 未       | 不適用       | 高架     | 高雄市 | 橋頭區 |                                                        |
|            | P20  | 未   | 未       | 不適用       | 高架     | 高雄市 | 燕巢區 |                                                        |
|            | P21  | 未   | 未       | 不適用       | 高架     | 高雄市 | 燕巢區 |                                                        |
|            | P22  | 未   | 未       | 不適用       | 高架     | 高雄市 | 燕巢區 |                                                        |
|            | P23  | 未   | 未       | 不適用       | 高架     | 高雄市 | 燕巢區 |                                                        |
|            | P24  | 未   | 未       | 不適用       | 高架     | 高雄市 | 燕巢區 |                                                        |
| 大樹延伸線 |      | 未   | 未       | 不適用       | 高架     | 高雄市 | 燕巢區 |                                                        |
|            | P25  | 未   | 未       | 不適用       | 高架     | 高雄市 | 燕巢區 |                                                        |
|            | P26  | 未   | 未       | 不適用       | 高架     | 高雄市 | 燕巢區 |                                                        |
|            | P27  | 未   | 未       | 不適用       | 高架     | 高雄市 | 燕巢區 |                                                        |
|            | P28  | 未   | 未       | 不適用       | 高架     | 高雄市 | 大樹區 |                                                        |
|            | P29  | 未   | 未       | 不適用       | 高架     | 高雄市 | 大樹區 |                                                        |

## 外部連結
- 高雄市政府捷運工程局: 捷運紫線 （页面存档备份，存于）